# ألفرد لابوينت
ألفرد لابوينت هو سياسي كندي، ولد في 9 أبريل 1835 في سانت تيريز في كندا، وتوفي في 1906. انتخب عمدة وانتخب عضو الجمعية الوطنية في كيبك ‏.